# Hirmoneura paraluctosa
Hirmoneura paraluctosa är en tvåvingeart som beskrevs av Angulo 1971. Hirmoneura paraluctosa ingår i släktet Hirmoneura och familjen Nemestrinidae. Inga underarter finns listade i Catalogue of Life.